# Diana Ángel
Diana María Soledad Ángel Rodríguez (Bogotá, 31 de julio de 1975) es una cantante y actriz de cine, teatro y televisión colombiana que ha participado en diferentes producciones de gran éxito. Su personaje más recordado fue el que realizó en Francisco el Matemático, por el que recibió el Premio Tvynovelas en 2003. En 2019, gracias a la "ley del actor" aprobada en el congreso de la República, se graduó, junto con más de 35 actores como maestro en arte dramático de la Universidad de Antioquia en alianza con la academia de Artes Guerrero.

## Filmografía

### Televisión
| Año       | Título                          | Personaje            |
| --------- | ------------------------------- | -------------------- |
| 2025      | Perfil falso 3                  | Bárbara              |
| 2024      | Puntadas                        | Cecilia              |
| 2024      | Milo y yo                       | Yolanda              |
| 2024      | Marcelo's                       | Adela                |
| 2024      | La casa de los famosos Colombia | Participante         |
| 2022      | A grito herido                  | Ana                  |
| 2021      | Clave del Sol                   | Sol                  |
| 2019      | Siempre bruja                   | Sandra Lima          |
| 2018      | La vida es un meme              | Ana Pino             |
| 2015      | De traje y overol               | Presentadora         |
| 2015      | Tu cara me suena                | Participante         |
| 2015      | Metástasis                      | Lidia Barrera        |
| 2013-2014 | Los graduados                   | Verónica "Vero" Paz  |
| 2013      | Un mundo de bienestar           | Presentadora         |
| 2012      | Kadabra 2                       |                      |
| 2011      | Amar y temer                    | Dora Almanza         |
| 2011      | Confidencial                    | Beatriz              |
| 2010      | Salvador de mujeres             | Charo                |
| 2009      | A corazón abierto               | Marcela              |
| 2009      | Inversiones ABC                 | Toña                 |
| 2008-2009 | Los protegidos                  | Sofia Suárez         |
| 2009      | Estilo colombia                 | Presentadora         |
| 2017      | Proyecto 48 Colombia            | Presentadora         |
| 2006-2008 | La hija del mariachi            | Leticia              |
| 2005      | Chinkanarama                    | Agente Juana Bananas |
| 2004-2005 | Todos quieren con Marilyn       | Nicole               |
| 2003      | Revelados                       | Presentadora         |
| 2001-2002 | Juan Joyita                     | Ana                  |
| 2002      | Unidad investigativa            | Patricia             |
| 1999-2004 | El amor es más fuerte           | Darlenys             |
| 1999-2004 | Francisco el Matemático         | Gabriela Chávez      |
| 1999      | Cronicas de catre               |                      |
| 1999      | Asi es la vida                  |                      |
| 1998      | Sin límites                     | Alejandra Salazar    |
| 1997      | De pies a cabeza                | Silvia Rodriguez     |
| 1997      | Prisioneros del amor            | Sor Clariza          |
| 1996      | El dia es hoy                   | Diana Camargo        |
| 1995      | María Bonita                    | Tránsito Osorio      |
| 1993      | Clase aparte                    | Carlita Jimenez      |

### Cine
| Año  | Película                     | Personaje                   | Director             |
| ---- | ---------------------------- | --------------------------- | -------------------- |
| 2022 | psicosexual                  | Ana                         |                      |
| 2014 | Carta al Niño Dios           | Mireya                      | Juan Camilo Pinzón   |
| 2009 | Operación jaque              | Guerrillera Alias Lagartija |                      |
| 2008 | Anomalia perfecta            | Secretaria                  |                      |
| 2006 | Las cartas del gordo         | Inés                        | Juan Carlos Vasqueli |
| 2006 | Karmma, el peso de tus actos | Diana Valbuena              | Orlando Pardo        |
| 2006 | Á Colombia                   | Carolina                    |                      |
| 2000 | Bogotá 2016                  | María Fernanda              | Alessandro Basile    |

### Teatro
| Año         | Obra                                    | Notas            | Director       |
| ----------- | --------------------------------------- | ---------------- | -------------- |
| 2025        | Gato por liebre                         | Monologo         |                |
| 2025        | El Malentendido                         |                  |                |
| 2025        | El me mintio                            | Teatro Musical   |                |
| 2023        | Hay que matar a Treplev                 |                  |                |
| 2022        | El burgués gentil hombre                | Teatro Clow      |                |
| 2020        | 1980 Melodrama familiar en 12 capítulos | Teatro           |                |
| 2019        | Las mujeres de Lorca                    | Teatro           | Victor Quesada |
| 2019        | El traductor                            |                  |                |
| 2017        | Fe de erratas                           |                  |                |
| 2017        | Bernanda Alba en blanco y negro         | Teatro           |                |
| 2017        | La noche arabe                          |                  |                |
| 2017        | Mujeres a la plancha                    | Musical (Teatro) |                |
| 2016        | El medico a palos de Moliere            |                  |                |
| 2015        | El avaro de Moliere                     |                  |                |
| 2014        | Gessell- Niklauss project               |                  |                |
| 2014        | Voz                                     |                  |                |
| 2013        | Noche y día                             | Musical          |                |
| 2012        | Qué embarrazadas!                       |                  |                |
| 2011        | Monólogos de la vagina                  |                  |                |
| 2011        | Sweeney Todd                            | Musical          |                |
| 2010        | Golpes en el sótano                     |                  |                |
| 2010        | Crónicas desquiciadas                   |                  |                |
| 2005 - 2007 | A la sombra del volcán                  |                  |                |
| 2003        | Cenicienta con el alma tacatumbaye      |                  |                |
| 2002        | Esto es genial                          |                  |                |
| 2001        | Christmas show                          |                  |                |
| 1999- 2002  | El país de los juguetes                 |                  |                |
| 2000        | Tu parque es el parche                  |                  |                |
| 1999        | Venecia                                 | Comedia          |                |
| 1993        | Bombas a domicilio                      |                  |                |

## Premios y nominaciones

### Premios, nomniaciones y reconocimientos
| Año  | Premio              | Categoría                | Telenovela O Serie      | Resultado   |
| ---- | ------------------- | ------------------------ | ----------------------- | ----------- |
| 2025 | India Catalina      | Mejor Actriz de Reparto  | Marcelo's               | Prenominada |
| 2018 | Macondo             | Mejor Actriz de reparto  | Psicosexual             | Nominada    |
| 2012 | India Catalina      | Mejor actriz Antagonica  | Amar y temer            | Nominada    |
| 2003 | Emmy Award          | Mejor presentacion       | Programa Infantil       | Ganadora    |
| 2003 | India Catalina      | Mejor Actriz de reparto  | Francisco el matematico | Ganadora    |
| 2003 | Premio tv y novelas | Mejor Actriz Protagónica | Francisco el matematico | Ganadora    |
| 2002 | Premio tv y novelas | Mejor Actriz Protagónica | Francisco el matematico | Ganadora    |
| 2000 | Agua evian          | Talento Natural          | Reconocimiento          | Ganadora    |